# Venda Nova do Imigrante
Pour les articles homonymes, voir Venda Nova.
Venda Nova do Imigrante est une municipalité brésilienne située dans l'État de l'Espirito Santo.